# アンリエット・ルニエ
アンリエット・ルニエ（Henriette Renié, 1875年9月18日 - 1956年3月1日）はフランスのハープ奏者・作曲家。敬虔で禁欲的な信仰心のうちに、清貧に甘んじて過ごしたが、女性の社会進出がまだ受け入れられなかった時代にあって、自立し成功した女性芸術家の先駆者となった。独自のハープ指導法を確立した名教師としても知られ、著名な門弟にカルロス・サルセードやマルセル・グランジャニー、ハーポ・マルクス、スーザン・マクドナルドらがいる。

## 生涯

### 家族
父ジャン＝エミール・ルニエは、テオドール・ルソー門下の画家の卵であったが、家業の建築業を継がなかったために勘当され、オペラ座の舞台俳優として生計を立てていた。だが、遠縁の娘ガブリエル・ムシェと結婚し、妻が妊娠すると役者を引退した。
兄弟は兄が4人おり、上の3人はやんちゃであった。ルニエは兄たちと遊んでいて、鼻を骨折したことがある。一方、ルニエは四男フランソワになつき、片時も離れようとしなかった。長じてからも両親と親密な関係にあり、父親が他界するとルニエが母親を経済的に支援した。また、難聴のために希望が持てずにいた兄フランソワとも、生涯を通じて親しい関係を続けている。

### 経歴
5歳になる前にピアノの手ほどきを受けていたが、5歳のときにアルフォンス・アッセルマンを主役にした演奏会を見かけて、「あの人に先生になってもらうんだ」と言い出す。だが8歳になるまでハープに触ることはできなかった。セバスチャン・エラールの音楽教室でアッセルマンに師事。1885年にパリ音楽院に入学し、10歳のときハープ演奏で次席となる（審査団が首席に選ぼうとしたのに対して、院長が妥当でないとしたためだという）。だが11歳で首席になった。
モデルケースとして異例の措置が取られ、当時14歳以下に履修が許されていなかった和声法と作曲の講義への出席が許可される。テオドール・デュボワやアンブロワーズ・トマ、ジュール・マスネらから作曲するように激励されたが、自作の《アンダンテ・レリジオーソ》を教師たちに見せるまで、6週間もこれを隠し続けていた。ルニエは女性は家にとどまるものとの発想に慣れきっていて、人目を集めることは気乗りがしなかったのである（また昔気質から、監督者なしで一人で出歩くことも決してしなかった）。
12歳で音楽院を修了すると、フランス中で演奏し、パリの随所で弟子をとった。ルニエは早くから教師としての片鱗を示し、兄の友人にハープの手ほどきをしており、音楽院の優等生として評判が立つと、パリの至る所から、自分よりも倍以上の年齢の入門者が集まった。
15歳で最初のリサイタルをパリで開くが、両親がアッセルマンの名をオーケストラの指揮者としてプログラムに印刷することを失念したばかりに、この旧師と不和を起こしてしまう。結局ルニエは、アッセルマンを宥めるために、身銭を切ってプログラムを刷り直したが、その後もアッセルマンとの一触即発の関係は続いた。アッセルマンはルニエに、音楽家志望の学生を回そうとせず、花嫁就業のためにハープの手ほどきを求めるような、身分の高い女性ばかりを送って寄越した。ルニエは、真剣な入門者が来ると、極秘で指導に当たらなければならなかった。時が経つにつれて、アッセルマンはルニエの演奏会に指揮者を紹介することさえ拒み、ルニエの未出版作品の一部を、断りなく自分の授業に流用した。それでもルニエは、アッセルマンに誠意を示し続けた。
1901年に、音楽院在籍中に着手した《ハープ協奏曲 ハ長調》を脱稿させる。デュボワの助言を容れてカミーユ・シュヴィヤールに目を通してもらい、いくつかの演奏会で上演する運びとなるが、不幸なことに21歳のときからルニエは胃を弱らせており、病身に鞭打って演奏活動を続けたにもかかわらず、とうとう1回、シュヴィヤールの指揮するコンセール・ラムルー管弦楽団とのコンサートを延期する破目になった。それでも、自作の協奏曲の上演によって、ルニエはヴィルトゥオーソとしても作曲家としても名を上げ、しかもハープを独奏楽器とするのに一役買い、他の作曲家によってハープ曲が作曲されるようになった。
1903年には、もう一つの出世作《伝説曲 Légende 》を、シャルル＝マリ＝ルネ・ルコント・ド・リールの『妖精たち Les Elfes 』に基づき作曲する。同年に11歳のマルセル・グランジャニーをパリ音楽院に送り込むが、アッセルマンはグランジャニー少年の入学を一蹴した。翌年に少年は入学許可を得たものの、実技試験に参加することを許されなかった。13歳で初めて実技試験に参加して、首席に輝いている。グランジャニーは、ミルドレッド・ディリングとともに、後にルニエ・メソッドを米国に導入することになる。
1912年になって、アッセルマンと和解する。体がいうことを利かないので音楽院では教鞭がとれぬ、自分の地位を引き継いでもらいたいとアッセルマンに要望されたのである。だが当時、パリ音楽院の器楽科上級クラスに女性教授はいなかった。しかも政府の指図で、パリ音楽院は教育省にその任命の承認を仰がなければならなかった。結局ルニエは信仰があだとなって採用されず、マルセル・トゥルニエが後任教授に選ばれた。偶然とはいえ、アッセルマンはルニエの落選を告げられた日の晩に亡くなっている。
その後ルニエは、エコール・ノルマル音楽院からの就任要請を断わって、1914年にルニエ・ハープコンクールを主催した。サルセードやグランジャニー、ピエルネやラヴェルといった錚々たる顔触れを審査員に迎え、覇者にはかなりの賞金が授与された。
第一次世界大戦中は、ハープ指導によって生計を立てつつ、パリから90キロの距離で戦闘が続き、市内にディッケ・ベルタの砲火が炸裂する中ですら、ほとんど夜毎のように慈善演奏会を行なって困窮する芸術家に匿名で至急送金した。戦後は、トスカニーニよりハープ奏者として契約するように要請されるが、母親の健康の衰えを理由に話を断わっている。1922年にレジオンドヌール勲章の受章者に推薦されるが、宗教的信条を理由にまたもや受章拒否した。
ルニエは、ラジオ放送に出演し、1926年にはコロムビア・レーベルならびにオデオン・レーベルにて録音活動を行う。ルニエのレコードは3ヶ月で売り切れとなり、なかでも《小さな妖精たちの踊り Danses des Lutins 》の音源はプリ・デュ・ディスク賞を獲得するも、スタジオ録音にルニエは憔悴し、二度と録音の契約を更新しようとはしなかった。1927年には日記の中で、過労で疲労困憊している旨をこぼし始める。病気のために演奏会を延期したりキャンセルしたりせざるを得ず、苦痛や不安を覚えるようになったのである。
第二次世界大戦中は、出版社の要望に応じて、『ハープ奏法』の執筆に取り掛かり、その完成に傾注した。この著書は、ルニエの教授法の重要性を物語っており、グランジャニーやディリング、マクドナルドら主要なハープ奏者によって教材に採用された。フランスの休戦協定が結ばれると、入門者がルニエの許に舞い込んでは、世界中の音楽学校に向かって教師として散らばって行った。
坐骨神経痛や神経炎に加えて、冬には気管支炎や肺炎の長患いや消化器の感染症により、危うく死に掛かったものの、大量の鎮痛剤を服用しながら指導を続けた。
トゥルニエがパリ音楽院での35年間の教師生活から身を退くと、ルニエは後任教授に就任するよう要請されたが、トゥルニエよりも自分が年長だからという口実で、なぜかその申し出を断わっている。だがついにレジオンドヌール勲章は受章した。その翌年に《伝説曲》を含む演奏会を開き、「この曲を弾くのもこれきりになるでしょう」と述べた。それから数ヵ月後の1956年3月に天寿を全うした。

### 人柄
10代のときに家族でノルマンディーのエトレタで避暑を過ごすようになるまで、ルニエは同世代の若者と交わることがなかった。いつも働き詰めだったので、友人といえばアッセルマンの娘だけで、しかも彼女も自分の弟子の一人であった。兄の友人たちから想いを寄せられてはいたものの、自分の芸術や音楽活動を犠牲にしてまで、男性と暮らすことなどできないと心に決めていた。アンリ・ラボーからの求婚も撥ね付けている。後にシュヴィヤール夫妻、とりわけ半盲の声楽家シュヴィヤール夫人と親交を重ね、精神的に啓発された。
兄たちが名誉のために軍隊に進んだため、ルニエは兄たちを経済的に支援せざるを得ず、馬の購入代金を立て替えている。それだけでなく、自分のハープを揃えるにも、自腹を切らなければならなかった。経済的に苦しかったにもかかわらず、弟子たちに楽器を見立ててやるのに手数料をせしめようとはせず、時には無料で指導することもあった。
ルニエは、フランス第三共和政が政教分離を模索する中、金色の十字架をしつこく身に着け、自分の教会支持を露わにした。このため、フランス政府より共和制の敵として睨まれた。自分の信念をきっぱり貫く性分であり、友人や弟子たちが恐れる中、ドイツのプロパガンダのポスターを破り捨てるという面もあった。

### ルニエとハープ
ルニエは、セバスチャン・エラールのダブルアクション・ペダル・ハープの普及に批判的で、楽器職人のギュスターヴ・リヨンに、ペダルについて手離しで不平不満をもらした。これがきっかけでクロマティック・ハープが発明されることになったが、皮肉にもルニエがブリュッセル万博でエラールのハープを実演したことから、クロマティック・ハープはダブルアクション・ハープに席捲される結果を招いた。
エラールの後継者サルヴィは、「ルニエ型」ハープを開発しており、フランス学士院は、ルニエ・ハープ音楽作曲賞を制定した。

## 音源
- Me playing the harp (Henriette Renie - Esquisse)
- Henriette Renie - Legende (Harp / Xavier de Maistre)
- Sivan Magen - Renie's Balade Fantastique - 1 of 2
- Sivan Magen - Renie Balade Fantastique - Part 2
- Angelica Vianna plays "Contemplation" by Renié
- Harp-Recuillement by Henriette Renié - Floraleda Sacchi
- Henriette Renié - Angelus, Air - Floraleda Sacchi (harp)
- Angelus - Henriette Renié

## 参考資料
- des Varennes, Françoise (1990). Henriette Renié Living Harp, Bloomington, Indiana: Music Works - Harp Editions.